# Осадной нож
Осадно́й нож (фр. couteau de brèche, gleve) — оружие с древком, чрезвычайно распространённое в XVI—XVII вв. в Германии и состоявшее из большого ножа, насаженного на толстую рукоять.
В Италии это оружие называлось воловьим языком (итал. langue de boeuf, lingua di bue).